# Orthostolus prosternalis
Orthostolus prosternalis är en skalbaggsart som beskrevs av Sharp 1908. Orthostolus prosternalis ingår i släktet Orthostolus och familjen glansbaggar. Inga underarter finns listade i Catalogue of Life.